# Ferdinand Öhman
Carl Ferdinand Öhman (även Öhmann), född 26 mars 1831 i Fredrikshamn, död 5 augusti 1907 i Helsingfors, var en finländsk arkitekt.
Öhmann som var son till tullförvaltare Pehr Evert Öhmann och Jakobina Kristina Bonouvier, var elev vid Fredrikshamns kretsskola 1840–1841, vid Viborgs gymnasium 1842–1851, dimitterades privat och inskrevs vid Helsingfors universitet 1852, vid Kungliga Konstakademien i Stockholm 1853 och vid Polytechnikum i München 1856. Han blev extra ordinarie konduktör vid Intendentkontoret 1857, länsarkitekt i Kuopio län 1862, tillförordnad tredje arkitekt vid Överstyrelsen för allmänna byggnaderna och föreståndare för Kuopio läns byggnadskontor 1865, tredje arkitekt 1869, andre arkitekt 1871 samt var förste arkitekt och föreståndare för Nylands läns byggnadskontor 1894–1907.